# Nasofaringoscopia
Nasofaringoscopia é um exame realizado utilizando-se um endoscópio, o qual permite a visualização das fossas nasais, rinofaringe, orofaringe, hipofaringe e laringe supraglótica, glótica e subglótica, podendo incluir a porção superior da traqueia. Pode ser feito com o seu anestesia tópica, e o paciente geralmente fica sentado.
1. ↑  Doria, Sandra; Abreu, Mariana A. B.; Buch, Roberta; Assumpção, Renata; Nico, Marcelo A. C.; Ekcley, Claudia A.; Duprat, André; Costa, Henrique O. (outubro de 2003). «Estudo comparativo da deglutição com nasofibrolaringoscopia e videodeglutograma em pacientes com acidente vascular cerebral». Revista Brasileira de Otorrinolaringologia: 636–642. ISSN 0034-7299. doi:10.1590/S0034-72992003000500008. Consultado em 10 de setembro de 2024
2. ↑  «É NECESSÁRIA ANESTESIA TÓPICA NASAL PARA A NASOFIBROLARINGOSCOPIA? Comparação entre anestésicos tópicos em estudo duplo-cego randomizado placebo- controlado». oldfiles.bjorl.org. Consultado em 10 de setembro de 2024